# Bakskär (Hammarland, Åland)
Bakskär är en holme i Hammarlands kommun på Åland (Finland). Den ligger i Skärgårdshavet, Ålands hav eller Bottenhavet och i kommunen Hammarland i landskapet Åland, i den sydvästra delen av landet. Ön ligger omkring 29 kilometer nordväst om Mariehamn och omkring 290 kilometer väster om Helsingfors. Bakskär ligger i den norra delen av kommunen på norra sidan av Gloskär. På Bakskär finns tre hus på den nordvästra delen och en glosjö på den norra delen.
Öns area är 11,3 hektar och dess största längd är 0,5 kilometer i sydöst-nordvästlig riktning.